# Daniel Küblböck

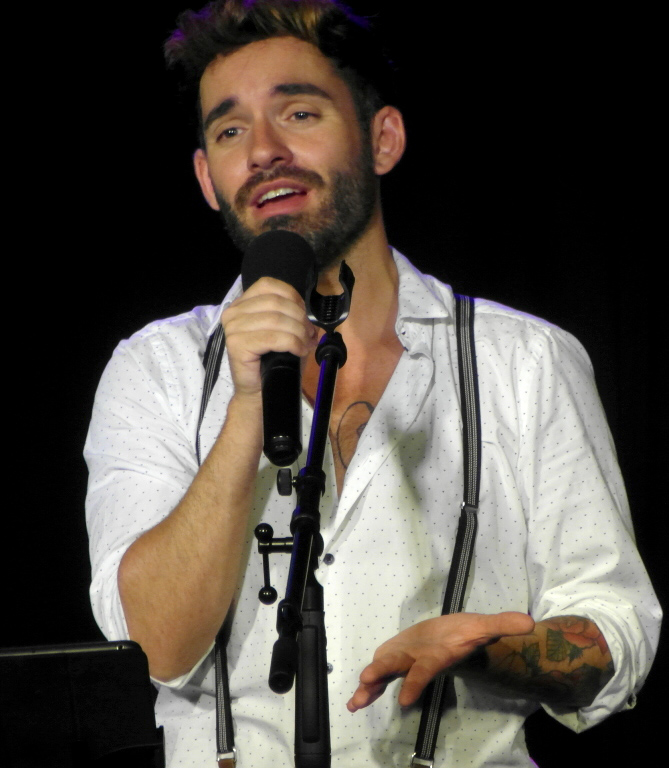
Daniel Küblböck (2016)

Daniel Dominik Kaiser-Küblböck (* 27. August 1985 als Daniel Dominik Küblböck in Hutthurm in Niederbayern; † 9. September 2018 in der Labradorsee) war ein deutscher Sänger, der 2003 durch die RTL-Castingshow Deutschland sucht den Superstar (DSDS) bekannt wurde. Auch in den Jahren danach blieb er in den Medien durch eine Tätigkeit als Jazzsänger und Unternehmer, als Darsteller und Sprecher in Filmen und Hörbüchern und durch Teilnahme an Reality-Shows präsent. Er soll zuletzt als Lana Kaiser gelebt und sich selbst als transgeschlechtliche Person bezeichnet haben.

## Leben und Karriere

### Kindheit und Jugend
Daniel Küblböck, der deutscher und italienischer Abstammung war, beschrieb in seiner Biografie von 2003 eine Kindheit, die von vielen Umzügen geprägt war. Nach der Scheidung der Eltern lebte er zunächst bei seiner Mutter, die insgesamt siebenmal verheiratet war. Sie habe häufig Männer bei sich gehabt, getrunken und ihn im Rausch verprügelt. Seine Familie habe sich eine Tochter gewünscht, weswegen er eine weibliche Rolle eingenommen habe. Später wohnte er bei seinem Vater, an dem er sehr hing.
Als Kind trat er auf der Schulbühne und auf Kleinbühnen in Bayern auf. 1998 machte er eine Tanzausbildung in Passau. Nach dem Hauptschulabschluss begann er im September 2001 eine Ausbildung zum Kinderpfleger an der Berufsfachschule Pfarrkirchen, in deren Rahmen er ein Praktikum in einem Kindergarten in Eggenfelden absolvierte.

### Auftritte inDeutschland sucht den Superstar
| Mottoshow      | Lied                    | Originalinterpret      |
| -------------- | ----------------------- | ---------------------- |
| Mein Superstar | Another Day in Paradise | Phil Collins           |
| Lovesongs      | Unchained Melody        | The Righteous Brothers |
| Hits 2002      | Everytime               | The Flames             |
| Musical        | Tragedy                 | Bee Gees               |
| Die 80er       | 99 Luftballons          | Nena                   |
| Big Band       | My Way                  | Frank Sinatra          |
| Disco          | Dancing Queen           | ABBA                   |
| Disco          | Night Fever             | Bee Gees               |
| Filmhits       | Oh, Pretty Woman        | Roy Orbison            |
| Filmhits       | Born to Be Wild         | Steppenwolf            |

Küblböck unterbrach seine Ausbildung, um zusammen mit zehn anderen Kandidaten Ende 2002/Anfang 2003 in Köln bei der ersten Staffel der Castingshow Deutschland sucht den Superstar (DSDS) teilzunehmen. Sein Auftreten bescherte ihm während der Laufzeit der Show schnell das Interesse vieler Zuschauer und der Medien. Besonders die Bild-Zeitung räumte dem „schrägen Vogel“ Küblböck mehr Platz ein als jedem anderen Kandidaten. Auch deswegen wurden ihm nicht selten Gewinnchancen zuerkannt. Er schied schließlich in der vorletzten Sendung aus und belegte den dritten Platz hinter Alexander Klaws und Juliette Schoppmann. Mit der Single You Drive Me Crazy (produziert von Dieter Bohlen) kam Küblböck an die Spitze der Charts in Deutschland.
Nach seinem Ausscheiden bei Deutschland sucht den Superstar am 1. März 2003 war Küblböck für mehr als ein Jahr in den deutschen Medien präsent. Es folgten unter anderem ein Gastauftritt in der 200. Folge der Fernsehserie St. Angela und ein Werbespot für eine Molkerei. Im Juni 2003 erschien Küblböcks Debütalbum Positive Energie und Ende September 2003 bei Bertelsmann seine Autobiografie Ich lebe meine Töne, die er gemeinsam mit der Journalistin Julia Boenisch verfasst hatte. Das Buch, das er für eine Hörbuchversion auch selbst einsprach, erreichte Platz drei in der Spiegel-Bestsellerliste. 2003 gab Küblböck zudem über 20 Konzerte. Insgesamt hatte er über 50 Auftritte, darunter mehrere Unplugged-Auftritte im Dezember 2004 und Februar 2005.

### Medienpräsenz 2004/2005
Anfang 2004 war Daniel Küblböck erneut in einer regelmäßigen Fernsehshow zu sehen, als er an der ersten Staffel der RTL-Fernsehsendung Ich bin ein Star – Holt mich hier raus! teilnahm.
Am 24. Februar 2004 verursachte Küblböck, der noch keinen Führerschein besaß, bei Pfarrkirchen in Niederbayern einen Unfall, bei dem das Auto, in dem er und zwei Bekannte saßen, mit einem Lkw zusammenstieß. Nachdem ihn die Feuerwehr aus dem Autowrack befreit hatte, wurde er noch am Unfallort vom Notarzt in Narkose versetzt und mit einem Rettungshubschrauber zum Klinikum Passau geflogen. Er wurde am linken Arm und der rechten Schulter operiert. Zudem hatte Küblböck bei dem Unfall eine Kopfverletzung erlitten und trug eine sichtbare Narbe davon. Prominenten Krankenbesuch bekam Küblböck von Thomas Gottschalk, womit dieser auch eine verlorene Wetten, dass..?-Saalwette einlöste. Mit Urteil vom 23. Juni 2004 wurde Küblböck nach Jugendstrafrecht zu einer Geldstrafe von 25.000 Euro sowie zu acht Stunden gemeinnütziger Arbeit verurteilt. Laut Medienberichten schlug der Richter ein Franziskaner-Kloster als Ableistungsort vor. Die Franziskaner in seiner Heimatstadt Eggenfelden lehnten ab, doch erklärten sich mehrere Klöster in Bayern dazu bereit. Im August 2004 machte Küblböck den Führerschein.
Im selben Jahr drehte Ulli Lommel den Film Daniel, der Zauberer, in dem Küblböck in der Hauptrolle eine fiktionalisierte Version von sich selbst spielte. Der von der Kritik mehrheitlich verrissene Film floppte und markierte den vorläufigen Endpunkt von Küblböcks Medienpräsenz. Ein im Vorfeld der Filmpremiere für Oktober 2004 angekündigtes Album wurde verschoben. Stattdessen veröffentlichte Küblböck Ende 2004 gemeinsam mit drei anderen DSDS-Teilnehmern unter dem Namen 4 United die Single Don’t Close Your Eyes sowie eine DVD zu seiner Positive-Energie-Tournee 2003.
Im Januar 2005 kam der Comic Super-Dan heraus, in dem Küblböck Abenteuer als Superheld bestehen muss. Die Serie wurde im März 2005 eingestellt; als Grund wurden rechtliche Probleme genannt.
Vom 4. bis 11. September 2005 wohnte Küblböck im Big-Brother-Dorf. Im Oktober 2005 ließ er sich seine abstehenden Ohren anlegen, deretwegen er schon im Kindergarten als „Dumbo“ gehänselt worden war. Im selben Monat gelang ihm mit dem Rio-Reiser-Cover König von Deutschland erneut der Sprung in die deutschen Singlecharts, im November 2005 erschien sein zweites Album, Liebe Nation. Mit diesen Veröffentlichungen schlossen sich Küblböcks Produzenten dem Trend zu Popmusik mit deutschsprachigen Texten an. Den veränderten Stil sollte auch das Motto einer Mini-Promo-Tour im November mit dem Titel Ich hass mich unterstreichen.

### Imagewandel ab 2007
Im Juni 2007 schaffte Küblböck es mit Born in Bavaria wieder in die deutschen Charts; die Single im Countrystil erreichte Platz 54. Sein erstes Jazzprogramm veröffentlichte er am 14. Juli 2007 als DVD Jazz-Night in Stuttgart und stellte diese auch im Nürnberger Kino Cinecittà als Premiere vor.

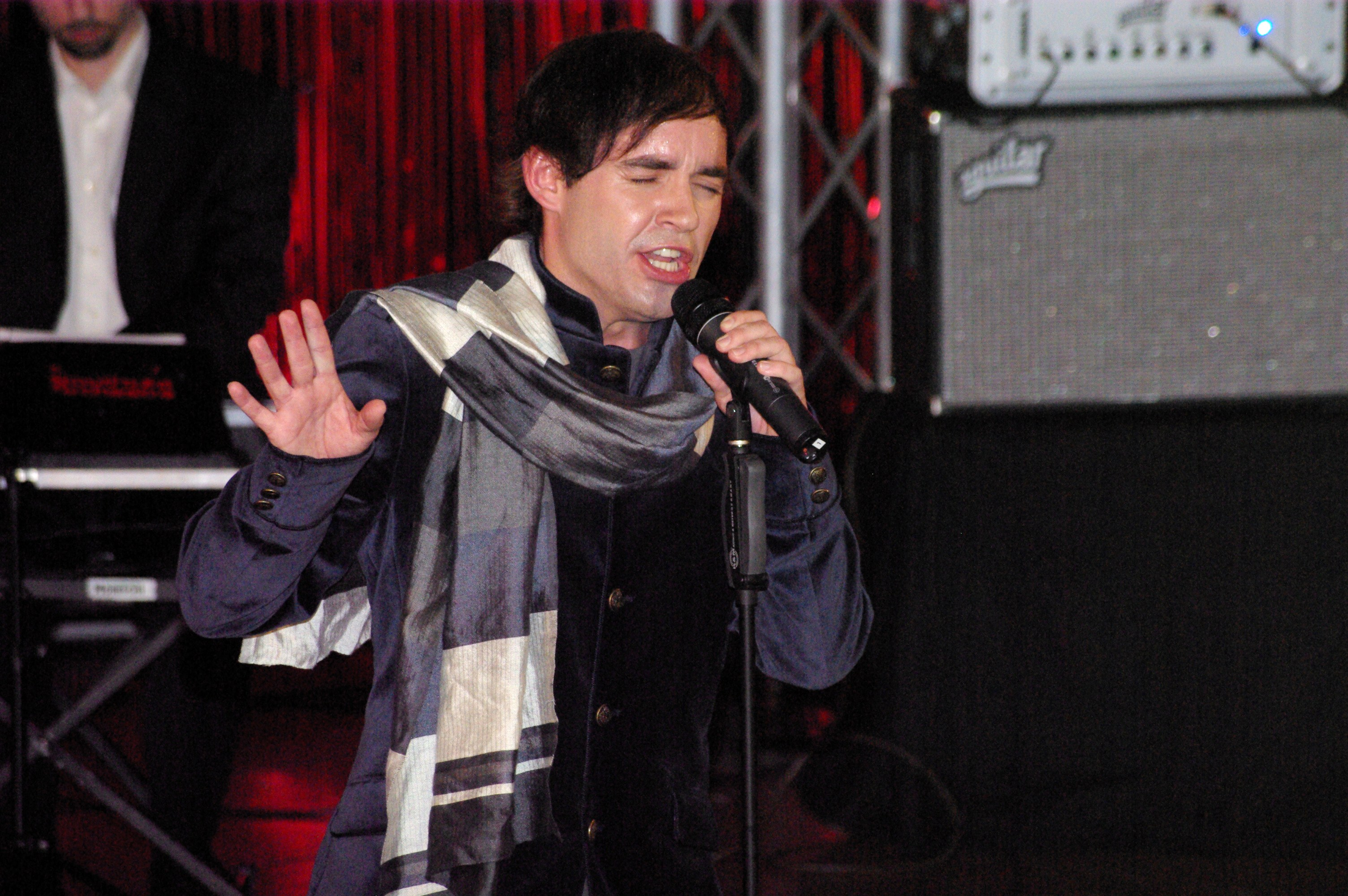
Daniel Küblböck bei der Aids-Gala am 15. Dezember 2009 im Kurhaus Wiesbaden

2008 veranstaltete er mit einer Aktion unter dem Motto „Liebe positiv – Bleib negativ“ eine Benefiz-Gala am Flugplatz Mannheim zugunsten der Deutschen AIDS-Stiftung. Unter dem Motto „Daniel Küblböck & Friends“ moderierte er die Veranstaltung und trat neben Juliette Schoppmann, Claus Eisenmann sowie der Newcomerband „Radio Caroline“ selbst auf. Im September 2008 startete er eine neue Tour, „Jazz meets Blues … wenn zwei sich verlieben“. Wie auch schon auf seiner „Back to the Roots“-Tour im Jahr 2007, zu der am 4. Oktober die DVD-Premiere im Cinecittà Nürnberg anstand, war er wieder in ganz Deutschland zu sehen.
2010 veröffentlichte Küblböck die Single Bodenmais [moachts eich auf] in Zusammenarbeit mit dem gleichnamigen Urlaubsort im Bayerischen Wald sowie sein neues Album Schrebergarten, auf dem er deutschsprachigen Jazz, Rock und Pop präsentiert. Beide Alben wurden von Marco Breitenstein produziert und erschienen unter seinem Label Küblböck Records. Am 8. August 2010 war Küblböck beim Fernsehsender VOX in der Sendereihe Das perfekte Promi-Dinner als einer von vier Gastgebern vertreten.
Am 9. Dezember 2011 trat er mit dem Titel You Drive Me Crazy in der Ultimativen Chartshow auf. Seine Positive Energie GmbH produzierte die Küblböck Talk Night, die zweimal 2010 und einmal 2011 stattfand und via Internet ausgestrahlt wurde. Im Rahmen der Rheingauer Weinbühne moderierte Küblböck von November 2011 bis März 2014 insgesamt fünfmal die Talkshow Daniels Bistro in der Brentanoscheune in Oestrich-Winkel.

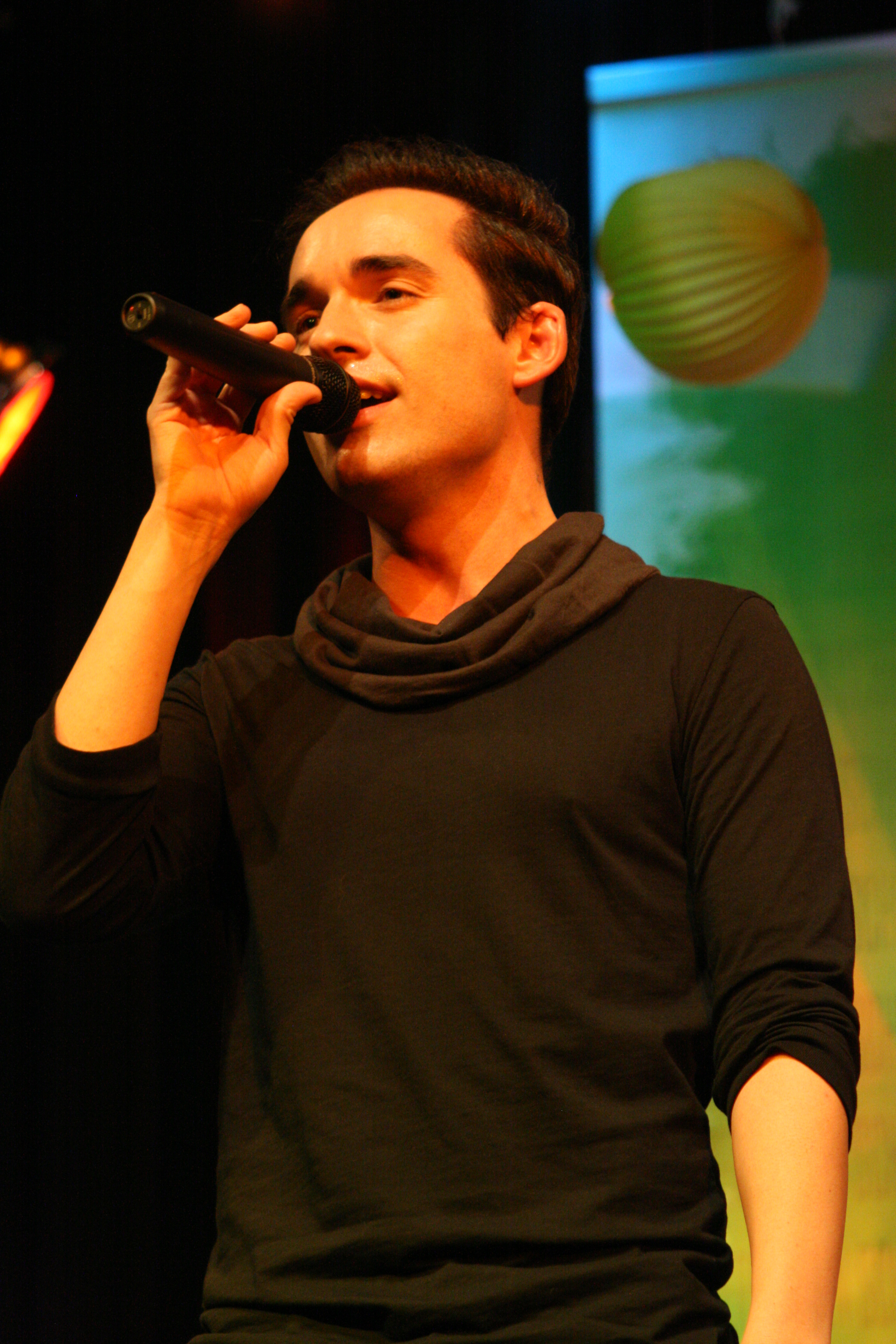
Daniel Küblböck (2011)

2011 wurde er in Form einer Erwachsenenadoption gemäß § 1767 BGB von einer wohlhabenden 70-jährigen Immobilienbesitzerin adoptiert.
Am 3. Januar 2013 wurde Küblböcks drogensüchtiger Bruder tot in seiner Berliner Wohnung aufgefunden. Die Brüder hatten seit Jahren keinen Kontakt mehr.
Küblböck lebte auf Mallorca und in Berlin, davor hatte er drei Jahre in Nürnberg und anschließend in Wiesbaden gewohnt. Musikalisch war Küblböck mittlerweile dem Jazz zugetan, mochte sich aber auf keine Musikrichtung festlegen. Auf seinem 2012 erschienenen Album Diez años Kúblbóck – Ich versteh’ nur Spanisch finden sich neben deutschen Liedern auch spanische Latin-Pop-Songs. Er gab nach wie vor Konzerte in kleinem Rahmen. Die Programme bestanden vorwiegend aus eigenen Titeln in englischer, deutscher und spanischer Sprache.
2013 trat er unter dem Namen Daniel Kaiser mit dem Nachnamen seiner Adoptivmutter auf und veröffentlichte die Single Be a Man, die mit einem weiteren Imagewechsel verbunden sein sollte. Mit diesem Titel bewarb er sich erfolglos um die Teilnahme am Eurovision Song Contest 2014 in Kopenhagen. Auch ein weiterer Versuch Küblböcks, per YouTube-Video eine Wildcard für die deutsche Vorauswahlsendung zu erhalten, scheiterte.
2015 nahm Küblböck als Kandidat an der achten Staffel der RTL-Show Let’s Dance teil und belegte mit seiner Tanzpartnerin Otlile Mabuse den sechsten Platz. 2016 trat er in der ARD-Dokusoap Verrückt nach Fluss auf.
Ab September 2015 absolvierte Küblböck eine Schauspielausbildung am Europäischen Theaterinstitut Berlin (ETI).
Von ihm geäußerte Mobbingvorwürfe, die im Sommer 2018 auf einer Facebook-Fanseite veröffentlicht wurden und die er auf seine letzte Rolle, einen Transvestiten, bezog, wies die Schauspielschule zurück.
Ab 2017 trat er öffentlich unter dem Namen Daniel Kaiser-Küblböck auf. Von 2014 bis 2017 war er mit dem Haar-Stylisten Robin Gasser liiert.

### Unternehmerische Tätigkeit
Die Einnahmen aus seinem Album Positive Energie in Höhe von rund einer Million Euro investierte Küblböck in eine Solaranlage in Niederbayern, was ihm hohe Gewinne einbrachte. Im September 2003 ließ er unter seinem Namen eine Parfumlinie für Jungen und Mädchen in drei Duftnoten auf den Markt bringen.
Von 2005 bis Ende 2013 war er alleiniger Geschäftsführer der Firma Positive Energie GmbH Daniel Küblböck, mit der er seine Person vermarktete. Sie wurde 2016 aus dem Handelsregister gelöscht.

### Tod
Im September 2018 nahm Küblböck privat an einer Reise auf dem Kreuzfahrtschiff AIDAluna von Hamburg nach New York teil. In den Wochen vor der Kreuzfahrt hatte sein Umfeld nach Angaben seines Vaters eine plötzliche Wesensveränderung und psychische Probleme bei Küblböck festgestellt. Auf einem mit „Künstlerin. Schauspielerin. Transsexuell“ umschriebenen, nicht verifizierten Instagram-Account veröffentlichte Küblböck während der Fahrt Selfies von sich in Frauenkleidern.
Ab dem 9. September 2018 war Küblböck auf See verschollen, nachdem er offenbar gegen 4 Uhr am Morgen Ortszeit vor der Küste Neufundlands über Bord gegangen war. Die Wassertemperatur betrug in dem Seegebiet etwa 10 Grad Celsius.
Um 6 Uhr Ortszeit ging bei der kanadischen Rettungszentrale in Halifax ein Küblböck betreffender Notruf ein. Die kanadische Küstenwache startete daraufhin eine Suchaktion mit zwei Schiffen, einem Überwachungsflugzeug und einem Helikopter. Auch die AIDAluna, die an die Unglücksstelle zurückkehrte, und das Kreuzfahrtschiff Zuiderdam, das sich in der Nähe befunden hatte, beteiligten sich an der Suche. Am 10. September 2018 wurde die Suche eingestellt, da die maximale Überlebensdauer im kalten Wasser überschritten war.
Nach dem Verschollenheitsgesetz konnte Küblböck sechs Monate nach dem Unglück, also ab dem 9. März 2019, auf Antrag für tot erklärt werden. Sein Vater dementierte im Mai 2019, dies getan zu haben. Von Interpol wurde Küblböck als vermisste Person ausgeschrieben („Gelbecke“).
Im August 2020 ging von Seiten eines Dritten beim Amtsgericht Passau ein Antrag ein, Küblböck für tot erklären zu lassen. Daraufhin wurde per öffentlicher Zustellung eine Aufforderung an den Verschollenen erlassen, sich bis zum 30. September 2020 beim Gericht zu melden. Nach Ablauf dieser Frist fiel am 22. Februar 2021 die gerichtliche Entscheidung, Küblböck für tot zu erklären. Per Beschluss wurde als Zeitpunkt des Todes der 9. September 2018 um 8:55 Uhr Ortszeit festgestellt.

### Transgeschlechtliche Identität als „Lana Kaiser“
Vor seinem Verschwinden wandte sich Küblböck an seine Fangemeinde und sprach davon, die eigene weibliche Geschlechtsidentität ausleben zu wollen. Nach Angabe verschiedener Passagiere auf dem Kreuzfahrtschiff AIDAluna lautete sein selbstgewählter Name Lana Kaiser. Auf Social Media wurden mehrere Posts veröffentlicht, in denen Küblböck einerseits ankündigte, „sich als [sic] Frau umoperieren [zu] lassen“, und außerdem erzählte, dass die Hormontherapie bereits begonnen habe: „Es ist an der Zeit, endlich mein wares [sic] ich, das Gesicht einer Frau zu zeigen. […] Doch ich nehme schon Hormone und bin auf dem richtigen Weg eine Frau zu werden. Ich hoffe ihr versteht meine Entscheidung und respektiert mich als Künstlerin auf der Bühne.“ Kurz vor dem Verschwinden soll Küblböck einen Instagram-Account mit dem Namen rosa_luxem(burg) erstellt haben, auf dem Hashtags wie #transformation, #transexuelle oder #women are strong benutzt wurden, die ebenfalls Hinweise auf eine Transidentität sind.
2020 erarbeitete der Künstler Philipp Gufler einen Kurzfilm und ein Zine über die Person Lana Kaiser. Der Film wurde 2021 unter anderem auf den 67. Kurzfilmtagen in Oberhausen, in der Gruppenausstellung Sweat im Münchner Haus der Kunst sowie auf 40 weiteren Ausstellungen und Filmfestivals international gezeigt. 2022 veröffentlichte der Bayerische Rundfunk zusammen mit ARD Kultur „Die Lana Kaiser Show“, ein Gespräch mit Philipp Gufler und der Musikerin und Aktivistin Hana Corrales.

## Diskografie
Studioalben

| Jahr | Titel Musiklabel                                                | Höchstplatzierung, Gesamtwochen, AuszeichnungChartplatzierungen (Jahr, Titel, Musiklabel, Platzierungen, Wochen, Auszeichnungen, Anmerkungen) | Höchstplatzierung, Gesamtwochen, AuszeichnungChartplatzierungen (Jahr, Titel, Musiklabel, Platzierungen, Wochen, Auszeichnungen, Anmerkungen) | Höchstplatzierung, Gesamtwochen, AuszeichnungChartplatzierungen (Jahr, Titel, Musiklabel, Platzierungen, Wochen, Auszeichnungen, Anmerkungen) | Anmerkungen                                             |
| Jahr | Titel Musiklabel                                                | DE | AT | CH | Anmerkungen                                             |
| ---- | --------------------------------------------------------------- | --- | --- | --- | ------------------------------------------------------- |
| 2003 | Positive Energie Hansa Musik Produktion                         | DE2 Gold · (11 Wo.)DE | AT11 (12 Wo.)AT | CH13 (8 Wo.)CH | Erstveröffentlichung: 16. Juni 2003 Verkäufe: + 100.000 |
| 2005 | Liebe Nation Seven Days                                         | DE54 (1 Wo.)DE | — | — | Erstveröffentlichung: 11. November 2005                 |
| 2009 | Jazz Meets Blues … wenn zwei sich verlieben Küblböck Records    | — | — | — | Erstveröffentlichung: 9. November 2009                  |
| 2010 | Schrebergarten Küblböck Records                                 | — | — | — | Erstveröffentlichung: 4. September 2010                 |
| 2012 | Diez años Kúblbóck – Ich versteh’ nur Spanisch Küblböck Records | — | — | — | Erstveröffentlichung: 29. September 2012                |
| 2016 | Jesus Is My Lover Küblböck Records                              | — | — | — | Erstveröffentlichung: Februar 2016                      |

## Auszeichnungen
- 2003: New Faces Award: „Bester Newcomer Preis 2003“ (Bunte, Burda Verlag)
- 2003: Silberner Otto: „Zweitbester Nachwuchskünstler“ (Bravo)
- 2003: Brillenträger des Jahres
- 2004: Echo für We Have a Dream

## Filmografie
Gastauftritte
- 2003: St. Angela (Fernsehserie)
- 2004: Crazy Race 2 – Warum die Mauer wirklich fiel (Fernsehfilm)

Daneben wurden Szenen mit Küblböck in verschiedenen weiteren Filmen eingespielt, u. a. in Der Wixxer (2004).
Kinofilme
- 2004: Daniel, der Zauberer

## Buchveröffentlichung
- Ich lebe meine Töne. Random House Entertainment, München 2003, ISBN 3-8090-3021-X.